# Raionul Vasîlkivka, Dnipropetrovsk
Vasîlkivka (în ucraineană Васильківський район, transliterat: Vasîlkivskîi raion) este un raion în regiunea Dnipropetrovsk, Ucraina. Reședința sa este așezarea de tip urban Vasîlkivka.

## Demografie
Componența lingvistică a raionului Vasîlkivka
     Ucraineană (94,53%)
     Rusă (4,63%)
     Alte limbi (0,47%)
Conform recensământului din 2001, majoritatea populației raionului Vasîlkivka era vorbitoare de ucraineană (94,53%), existând în minoritate și vorbitori de rusă (4,63%).